# WACK
WACK（日语：／ wakku */?）是一家日本演藝經紀公司，於2014年由渡邊淳之介主導成立，以推出具有強烈搖滾風格的偶像團體著稱。公司名取自Watanabe（渡边）Artistic（艺术） Creative（创意）KK（株式會社）的縮寫字。

## 简介
- WACK创办人渡边淳之介原为偶像组合BiS（第一期）的经纪人，所属TSUBASA娱乐（日语：つばさグループ）。2014年第一期BiS解散后，渡边退社，然后自行成立了WACK，担当BiS音乐制作的制作人松隈健太（日语：松隈ケンタ）也参与出资并出任经纪人[4]。最初旗下有GANG PARADE和this is not a business两组艺人。
- 2015年BiSH结成并出道。[5]
- 2016年BiS第二期结成。[6]
- 2017年EMPiRE结成。[7]
- 2018年WAgg结成。[8]
- 2019年CARRY LOOSE结成。[9]
- 2019年，第二期BiS解散，第三期BiS结成。[10]

## 所屬藝人
- 松隈健太（日语：松隈ケンタ）（SCRAMBLES）
- BiSH（2015年 - 2023年解散預定）
- BiS（日语：BiS）（2016年 - ，與翼唱片（日语：つばさグループ）共同經紀）
- EMPiRE（2017年 - ，與愛貝克思娛樂共同經紀）
- WAgg（2018年 - ）
- 豆柴的大群（日语：豆柴の大群）（2019年 - ）
- GANG PARADE（2014年 - 2020年、2022年 - ）
  - GO TO THE BEDS（日语：GO TO THE BEDS）（2020年 - ）
  - PARADISES（日语：PARADISES）（2020年 - )
- ASP（日语：ASP (アイドルグループ)）（2021年 - ）
- 青蟲（日语：青虫 (女性シンガー)）（2021年 - ）

### 已解散
- this is not a business（2014年 - 2015年）
- CARRY LOOSE（2019年 - 2020年）
- PEDRO（2018年 - 2021年）無期限活動休止

### 洗牌團體
- SAiNT SEX[11]
- HOLY SHiTS[12]
- BULLY IDOL[13]

## 作品
各团体的作品请参照各团体条目

### CD
- WACK is FXXK （2017年）
- WACK & SCRAMBLES WORKS （2017年）
- WACK is SHiT （2019年）
- WACK is FXXK （2019年）

### 电影
- 《剧场版 偶像炮弹2017》（2018年）[14]
- 《世界上最悲伤的海选》（2019年）[15]

## WACK試鏡訓練營
- WACK EXHiBiTiON

## 外部連結
- 官方网站
- WACK FAMILY CLUB